# Arconada
Arconada è un comune spagnolo di 49 abitanti situato nella comunità autonoma di Castiglia e León, comarca di Tierra de Campos.